# Eve (musikalbum)
Eve är ett musikalbum av det progressiva rockbandet The Alan Parsons Project, utgivet 1979

## Låtlista
Samtliga låtar skrivna av Alan Parsons och Eric Woolfson.
Sida 1
1. "Lucifer" - 5:09
2. "You Lie Down with Dogs" - 3:45
3. "I'd Rather Be a Man" - 3:52
4. "You Won't Be There" - 3:37
5. "Winding Me Up" - 4:00

Sida 2
1. "Damned If I Do" - 4:50
2. "Don't Hold Back" - 3:36
3. "Secret Garden" - 4:40
4. "If I Could Change Your Mind" - 5:49